# Il leone e la volpe
Il leone e la volpe è una favola scritta dal favolista greco Esopo. 

## Trama
Il vecchio leone, essendo molto debole, non poteva cacciare. Decise quindi di ricorrere all'astuzia. Si stabilì in una grotta, fingendosi malato. Ogni volta che un animale andava a trovarlo per compassione, il leone se lo mangiava subito.
Il trucco per molto tempo non fu svelato, fino a quando non fu il turno della volpe. Essa guardò le impronte che portavano alla grotta. Nessuna usciva dalla grotta. Disse al leone:
Così la volpe riferì a tutti gli animali il trucco del leone. Da quel giorno il leone non vide più anima viva davanti alla sua grotta e presto morì di fame.
Morale: La prudenza non è mai troppa, soprattutto verso i malvagi.